# Trigonometrisk tabell
En trigonometrisk tabell är en tabell med värden för trigonometriska funktioner. Sådana tabeller var viktiga innan funktionsräknedosor började tillverkas.